# Стерв'ятник
Стерв'ятник  (Neophron percnopterus) — хижий птах родини яструбових, єдиний представник роду стерв'ятник (Neophron).

## Ареал
Поширені у південних країнах Європи, Азії, у Північній Африці (переважно гірські пасма, високі берегові урвища). Зимують у Південній Азії та Північній Африці. В Україні у наш час рідкісні залітні птахи. Порівняно недавно, кілька десятків років тому, поодинокими парами гніздилися в скелястих урвищах по берегах Дністра і в горах Криму.

## Морфологічні ознаки та визначення в природі

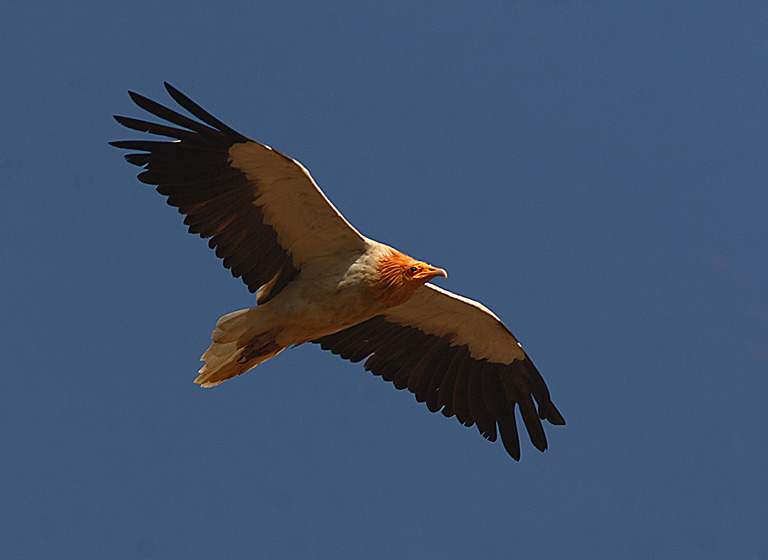
Стерв'ятник у польоті

Маса до 2,4 кг. Дорослі птахи мають майже суцільно-біле забарвлення, тільки махові пера чорні. Навколо дзьоба гола шкіра оранжевого кольору. Молоді птахи темно-бурі, з домішкою вохристого кольору.
У природі від інших хижих птахів відрізняються характерним силуетом (голова втягнута в плечі, широкі крила, клиноподібний хвіст), білим забарвленням. Зблизька добре видно голу оранжеву шкіру навколо дзьоба. Птахи мовчазні. Голос нагадує скиглення шуліки.

## Особливості біології

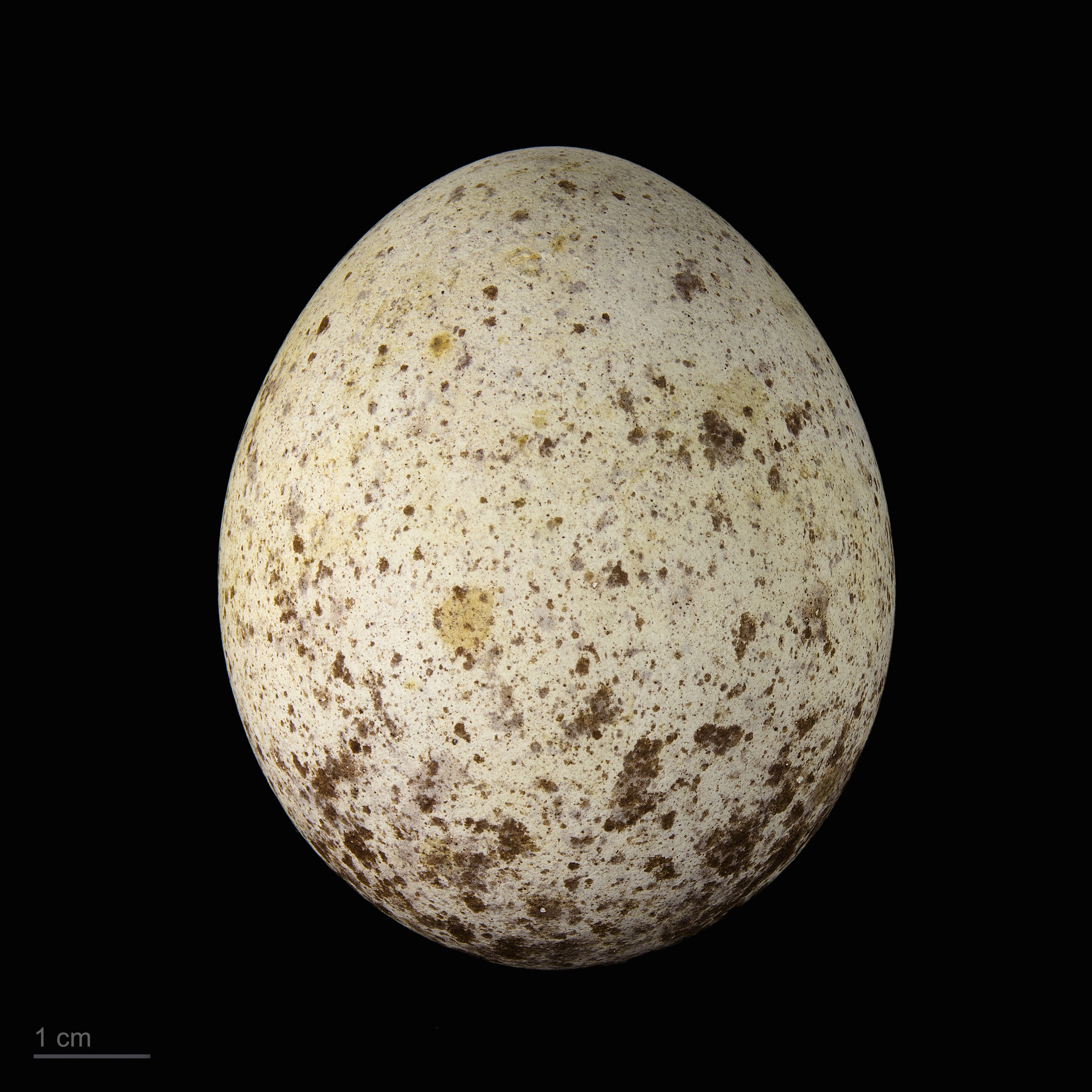
Яйце стерв'ятника в оологічній колекції, Тулузький музей

Живляться найчастіше падлом, покидьками, рідше дрібними ссавцями, ящірками, зміями, черепахами, найчастіше є некрофагами.
Прилітають на місця гніздування в березні. Гнізда — досить великі споруди із сучків, стебел трав'янистих рослин, кісток, вимощені травою, шерстю, у щілині, ніші або на виступі скель, понад високими урвищами. Відкладають яйця у квітні. Яєць у кладці 1—2. Вони жовтувато-білі, з густою бурувато-червоною плямистістю. Пташенята лишаються в гнізді близько двох місяців.
Поїдаючи падло і шкідливих гризунів, стерв'ятники приносять користь.

## Охорона
Охороняється Конвенцією з міжнародної торгівлі вимираючими видами дикої фауни й флори (CITES) (Додаток II), Боннською (Додатки I та II) та Бернською (Додаток I) конвенціями. Належить до категорії SPEC 3 Міжнародного союзу охорони природи (IUCN). Занесений у Додаток 1 Директиви Європейського союзу зі збереження диких птахів (EUWB). Внесений до Червоної книги України (1994, 2009) (статус — зникаючий).